# Кречко Михайло Михайлович
Миха́йло Миха́йлович Кречко́ (5 вересня 1925, Порошково — 25 лютого 1996, Луцьк) — український хоровий диригент, композитор, педагог, публіцист, культурно-громадський діяч, народний артист УРСР, керівник відомих хорових колективів: Заслужений академічний Закарпатський народний хор, Національна заслужена академічна капела України «ДУМКА», хор Київської опери (Київський муніципальний академічний театр опери та балету для дітей та юнацтва).

## Біографія
Народився 5 вересня 1925 року в селі Порошковому (тепер Перечинського району Закарпаття). В 1954 році закінчив Київську консерваторію по класу хорового диригування Е. Скрипчинської, по класу вокалу І. Паторжинського. З 1972 року її викладач, з 1990 року — професор.
У 1954–1969 роках — художній керівник і головний диригент Закарпатського народного хору, у 1969–1983 роках — директор і художній керівник Державної хорової капели «Думка», з 1983 року — головний хормейстер дитячого музичного театру в Києві.
Також викладав у Київській консерваторії. Серед його учнів народний артист України Еміл Сокач, заслужений діяч мистецтв О. Тарасенко, головний хормейстер дитячого музичного театру А. Масленнікова.

Могила Михайла Кречка

Помер у 70-річному віці від серцевого нападу 25 лютого 1996 року в Луцьку, де очолював журі Міжнародного конкурсу хорових колективів імені Лесі Українки. Похований у Києві на Байковому кладовищі разом з родиною (ділянка № 49а, 50°24′59.55″ пн. ш. 30°30′5.4″ сх. д. / 50.4165417° пн. ш. 30.501500° сх. д.).

Меморіальна дошка Михайлові Кречку біля аудиторії № 52 Національної музичної академії України

### Родина
- Дружина — Люція Новикова (1928—2014), співачка (сопрано), Заслужена артистка УРСР.
  - Донька — Наталія Кречко (нар. 1968), співачка (сопрано), хормейстер, диригент, Заслужена артистка України.

## Вшанування

Нагородний кубок І Всеукраїнського фестивалю-конкурсу хорового мистецтва ім. Михайла Кречка

У листопаді 2015-го у Порошкові відкрито меморіальну дошку Михайлу Кречку (скульптор Іван Цубина).
Зокрема, постать митця неодноразово ставала предметом розвідок вітчизняних дослідників хорового мистецтва — М. Кравчук, Ю. Ткач, О. Лігус, А. Масленнікової, Н. Кречко, О. Кравчука.
Композиторська творчість Михайла Михайловича теж є об'єктом уваги у сучасній хоровій практиці. Зокрема, його твори широко використовуються у репертуарі вітчизняних хорових колективів. Серед відомих популяризаторів і шанувальників творчості композитора — Закарпатський академічний народний хор, камерний хор «Київ», «Хрещатик», ужгородський камерний хор  «Cantus»,  хор  Київської опери, академічний студентський хор «ANIMA» КНУКіМ, камерний хор «Moravski» тощо.
2010 року у стінах Національної філармонії України відбулася «Хорова асамблея пам'яті Михайла Кречка», у 2015 році на цій же сцені, за ініціативи Н. Кречко відбувся «Вечір пам'яті народного артиста України, професора М. М. Кречка з нагоди його 90-річчя». 30 вересня 2015 р. у залі художнього музею ім. Й. Бокшая відбувся концерт камерного хору «Cantus» з нагоди 90-ї річниці від дня народження М. Кречка за ініціативи учня митця, Е. Сокача.  5 листопада 2020 р., навіть при карантинних обмеженнях, за ініціативи учениці диригента, А. Масленнікової у залі Київської опери відбувся концерт хору театру (керівник А.  Масленнікова) «Душа, окрилена піснею» до 95-ти річчя від дня народження, участь у якому, зокрема як диригент, взяла донька Н. Кречко.
Важливим, у популяризації постаті митця є реалізація І Всеукраїнського фестивалю-конкурсу хорового мистецтва ім. Михайла Кречка, що відбувся 25 березня 2023 р. на базі Ужгородського музичного фахового коледжу імені Д. Є. Задора за ініціативи конкурсу «Голоси Яскравої країни». Гран-прі конкурсу здобув Студентський хор Одеської національної музичної академії імені А. В. Нежданової (кер. Галина Шпак)

## Творчий доробок
Авторські твори:
- «Чом, чом земле моя»
- «Коломийки»[12]

Обробки українських (закарпатських) народних пісень:
- «Віє вітер, віє буйний»
- «Віночок українських закарпатських народних пісень» («За горою високою», «Пішов Іван в полонину косити», «Не ходь, Янку»)
- «Гайчі, сину, гайчі» (колискова пісня) (для жіночого хору)
- «За горами, за лісами»
- «Засвистали козаченьки»
- «Іванку, Іванку»
- «Їхав козак на війноньку»[13]
- «Летів пташок понад воду»[14]
- «Не пий, коню, воду»
- «Не рубай ліщину»
- «Ой зацвіла рожа трояка»
- «Ой на горі пень дуплавий»
- «Ой на горі та женці жнуть»
- «Ой на плаю»[15]
- «Ой у лузі та ще й при березі»
- «Ой у полі три криниченьки»[16]
- «Паде дощ»[17]
- «Я лелію поливаю»

Духовна музика:
- «Многая літа»[18]
- «Літургія Святого Іоанна Золотоустого»

1. «Алилуя»
2. «Антифон перший. Псалма 103»
3. «Вірую»
4. «Господи помилуй»
5. «Достойно є»
6. «Єдин свят»
7. «Мала Ектенія»
8. «Ми таємно з себе»
9. «Милість спокою»
10. «Нехай буде ім'я Господнє»[19]
11. «Нехай повні будуть уста наші»
12. «Отця і сина»
13. «Отче наш»
14. «Потрійна Ектенія»
15. «Прийдіть і поклонімся»
16. «Святий Боже»
17. «Слава… Єдинородний»
18. «У Царстві Твоїм»
19. «Хваліте Господа»